# Vincenzo Spadafora
Vincenzo Spadafora (Afragola, 12 marzo 1974) è un politico italiano, dal 5 settembre 2019 al 13 febbraio 2021 ministro per le politiche giovanili e lo sport nel Governo Conte II.

## Biografia
Nasce il 12 marzo 1974 ad Afragola, e cresce a Cardito, entrambi comuni della città metropolitana di Napoli, in una famiglia di ceto medio. È il terzo figlio di Ivonne Molinari e Ernesto Spadafora. Dopo aver conseguito il diploma di maturità classica al liceo "Francesco Durante" di Frattamaggiore si trasferisce a Roma, dove inizia a collaborare con l'Unicef. Dopo diverse esperienze umanitarie nel campo delle ONG.
Inizia la carriera politica nel 1998, come segretario particolare del presidente della Regione Campania Andrea Losco, conosciuto quando quest'ultimo era sindaco di Cardito e Spadafora muoveva i primi passi nel volontariato e nella pubblica amministrazione.
Nel 2000 è stato capo segreteria del Ministro delle politiche agricole e forestali Alfonso Pecoraro Scanio. 
È stato per pochi mesi, da luglio a ottobre 2002, assessore tecnico del comune di Cardito nella giunta comunale di centro-sinistra guidata da Giuseppe Barra. 
Tra il 2006 e il 2008 è stato capo della segreteria di Francesco Rutelli al Ministero dei beni e delle attività culturali durante il secondo governo presieduto da Romano Prodi.
Nel 2008 viene nominato presidente dell'UNICEF Italia, incarico che ricopre fino al 2011. Durante questo periodo, nel 2010, Spadafora viene nominato, dalla sindaca di Napoli del PD Rosa Russo Iervolino, alla guida della società controllata Terme di Agnano e si è avvicinato all'associazione politica think tank centrista Italia Futura di Luca Cordero di Montezemolo, tramite l'amicizia con l'imprenditore Carlo Pontecorvo, proprietario della Ferrarelle, dal 2007 partner di UNICEF.

### Garante per l'infanzia e l'adolescenza
Il 29 novembre 2011 viene nominato, dai presidenti di Camera e Senato Gianfranco Fini e Renato Schifani, come primo garante per l'infanzia e l'adolescenza.
In vista delle elezioni politiche del 2013, Scelta Civica di Mario Monti gli offre di candidarsi al Parlamento, ma Spadafora declina l'offerta.
Nel 2014 ha pubblicato un'autobiografia con Mondadori "La terza Italia. Manifesto di un Paese che non si tira indietro", scritto con la giornalista Stefania Berbenni di Panorama, che lavorò con lui all'authority.
Finita l'esperienza nell'autorità garante per l'infanzia e l'adolescenza nel 2016, entra a far parte dello staff del Luigi Di Maio, vicepresidente della Camera ed esponente di spicco del Movimento 5 Stelle, di cui diventa Responsabile delle relazioni istituzionali, e secondo diverse fonti il suo grande e fidato consigliere.

### Deputato e Segretario della Camera

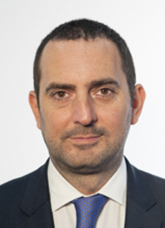
Spadafora eletto deputato alla Camera nel 2018

Alle elezioni politiche del 2018 viene candidato alla Camera dei deputati nel collegio uninominale Campania 1 - 04 (Casoria), sostenuto dal Movimento 5 Stelle, dove viene eletto deputato con il 59,41% dei voti davanti ai candidati del centro-destra Luca Scancariello (22,85%) e del centro-sinistra Nicola Marrazzo (11,87%). Nella XVIII legislatura della Repubblica viene eletto, il 29 marzo 2018, segretario dell'Ufficio di presidenza della Camera, ruolo che ricopre fino alla nomina a sottosegretario, ed è stato componente della 1ª Commissione Affari costituzionali, della Presidenza del consiglio e interni, venendo sostituito per la maggior parte del tempo per gli incarichi di governo che occupava, e della 7ª Commissione Cultura, scienza e istruzione.

### Sottosegretario alla Presidenza del Consiglio
In seguito alla nascita del governo Conte I, composto dal Movimento 5 Stelle e la Lega di Matteo Salvini, il 12 giugno 2018 il Consiglio dei ministri nomina Spadafora come sottosegretario di Stato alla Presidenza del Consiglio dei ministri con delega alle pari opportunità e ai giovani, prestando giuramento il giorno successivo, carica che ha mantenuto fino alla fine del governo.
Nello svolgimento del proprio mandato da sottosegretario è stato spesso in dissidio col Ministro per la famiglia Lorenzo Fontana e la sottosegretaria per il Sud Giuseppina Castiello, esponenti della Lega, soprattutto in materia LGBT e di lotta all'omofobia.

### Ministro per le politiche giovanili e lo sport
Dopo essere stato uno dei principali attori nella trattativa per la nascita del nuovo governo M5S e PD, il 4 settembre 2019 il Presidente del Consiglio Giuseppe Conte lo nomina Ministro per le politiche giovanili e per lo sport nel governo Conte II.
Ha promosso il professionismo femminile nel calcio, sollecitando tutele per le sportive professioniste, come la maternità e agevolazioni fiscali.
La stessa riforma dello Sport a sua firma ha incluso un provvedimento a sostegno degli atleti paralimpici che ha consentito loro di far parte dei gruppi sportivi militari come tutti gli altri atleti.

### Adesione a Impegno Civico
Considerato molto vicino a Luigi Di Maio, ex capo politico del M5S e ministro degli esteri nel governo Draghi, e avverso alla leadership del presidente del M5S Giuseppe Conte, il 21 giugno 2022 segue la scissione guidata da Di Maio dal Movimento 5 Stelle, a seguito dei contrasti tra lui e Conte, per aderire a Insieme per il futuro (Ipf), diventando il 23 giugno successivo coordinatore politico della nuova organizzazione.
Alle elezioni politiche anticipate del 25 settembre 2022 viene ricandidato alla Camera per la lista elettorale di Ipf Impegno Civico-Centro Democratico (IC-CD) nel collegio uninominale Campania 1 - 04 (Casoria), sostenuto dalla coalizione di centro-sinistra in quota IC-CD, oltreché nel collegio plurinominale Campania 1 - 02 in terza posizione; tuttavia non risulterà eletto sia nel plurinominale, per via del risultato pessimo a livello nazionale di IC-CD che non supera la soglia di sbarramento (del 3%), sia nell'uninominale, dove viene sconfitto in larga misura dal candidato del Movimento 5 Stelle Pasqualino Penza, ex assessore all'ambiente di Caivano, ottenendo il 19,12% dei voti contro il 47,2% di Penza.
Il 25 gennaio 2025 lancia l'Associazione Politica di centro-sinistra dal nome "Primavera".

## Posizioni politiche e vita privata
Ha affermato di essere favorevole all'adozione da parte di coppie dello stesso sesso,  dichiarandosi peraltro egli stesso come omosessuale anni dopo, in un'intervista con Fabio Fazio durante il programma televisivo “Che tempo che fa”.

## Opere
- Vincenzo Spadafora, La terza Italia. Manifesto di un Paese che non si tira indietro, Milano, Mondadori, 2014, ISBN 978-88-04-64421-7.
- Vincenzo Spadafora, Senza riserve. In politica e nella vita, Solferino, 2021, ISBN 978-8828207399.